# Slivilești, Gorj
Slivilești este satul de reședință al comunei cu același nume din județul Gorj, Oltenia, România. Se află în partea de sud-vest a județului, în Dealurile Jilțurilor. Relieful din regiune este deluros, dealuri care provin din fragmentarea Piemontului Getic. Altitudinile medii variază intre 180-200 m în lunca principală și 250-350 m în dealuri. Principalele procese geomorfologice sunt reprezentate prin alunecări de teren.
Clima este temperat-continentala cu slabe influente submeditetaneene. Temperatura medie anuala se situează în jurul valorii de 10°C iar precipitațiile sunt cuprinse intre 600-700 mm/an.